# Arcore
Arcore is een gemeente in de Italiaanse provincie Monza e Brianza (regio Lombardije) en telt 17.773 inwoners (2021). De oppervlakte bedraagt 9,3 km², de bevolkingsdichtheid is 1800 inwoners per km².
De volgende frazioni maken deel uit van de gemeente: Cascina del Bruno, La Ca', Bernate.

## Demografie
Arcore telt ongeveer 6885 huishoudens. Het aantal inwoners steeg in de periode 1991-2001 met 5,7% volgens cijfers uit de tienjaarlijkse volkstellingen van ISTAT.
| Jaar | Inwoneraantal |
| ---- | ------------- |
| 1991 | 15.767        |
| 2001 | 16.663        |

## Geografie
De gemeente ligt op ongeveer 193 m boven zeeniveau.
Arcore grenst aan de volgende gemeenten: Usmate Velate, Camparada, Lesmo, Biassono, Vimercate, Villasanta, Concorezzo.

## Externe link

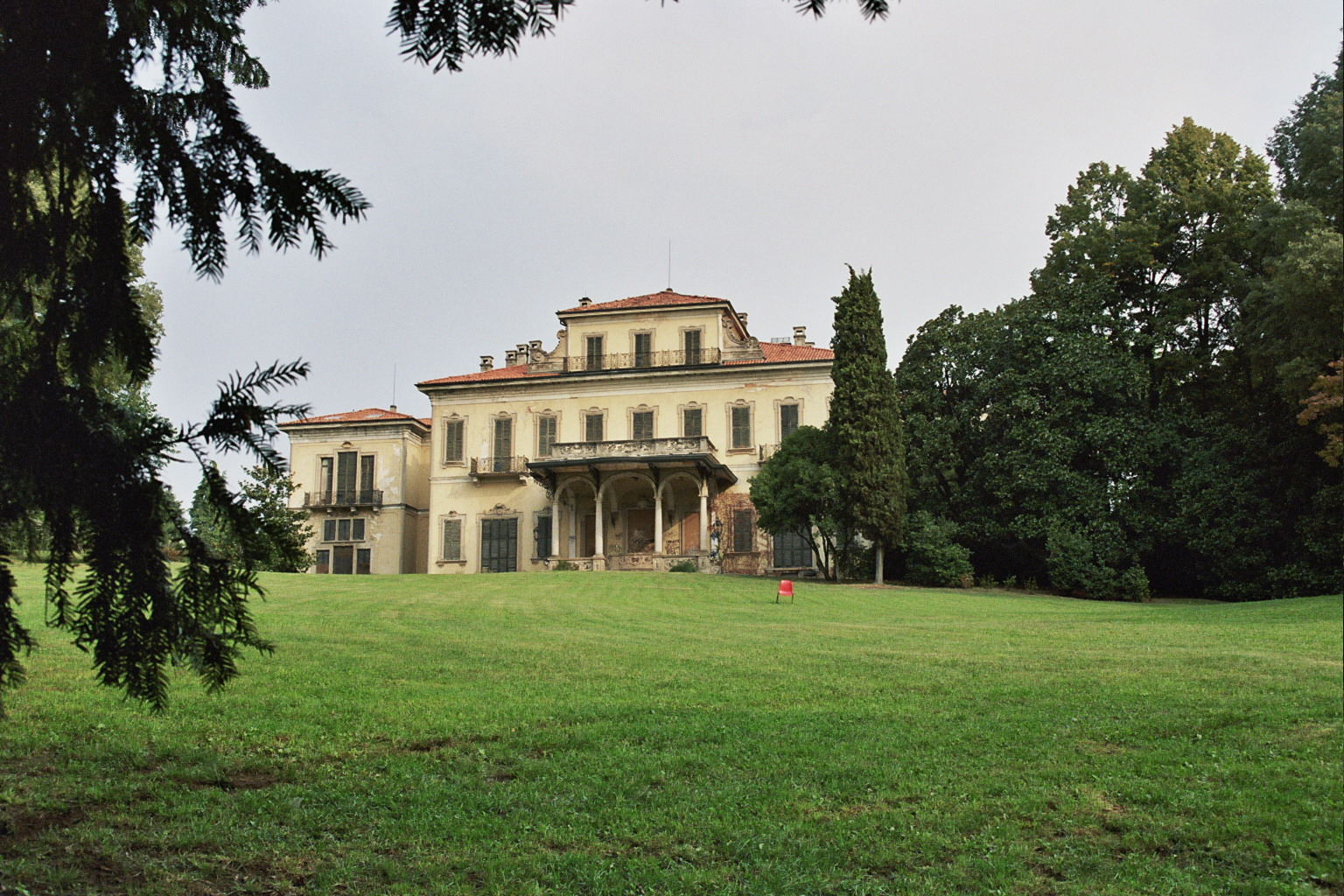
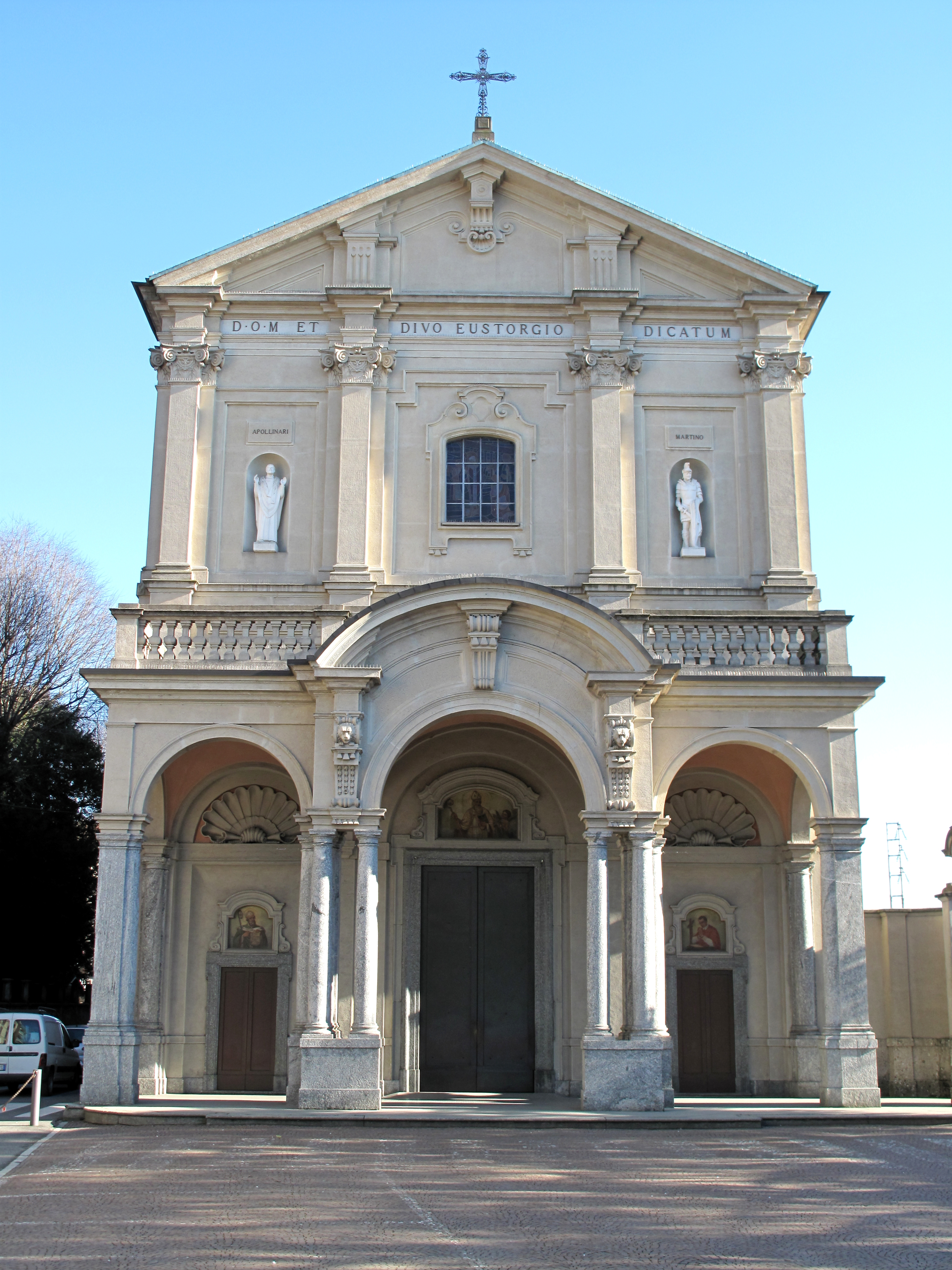
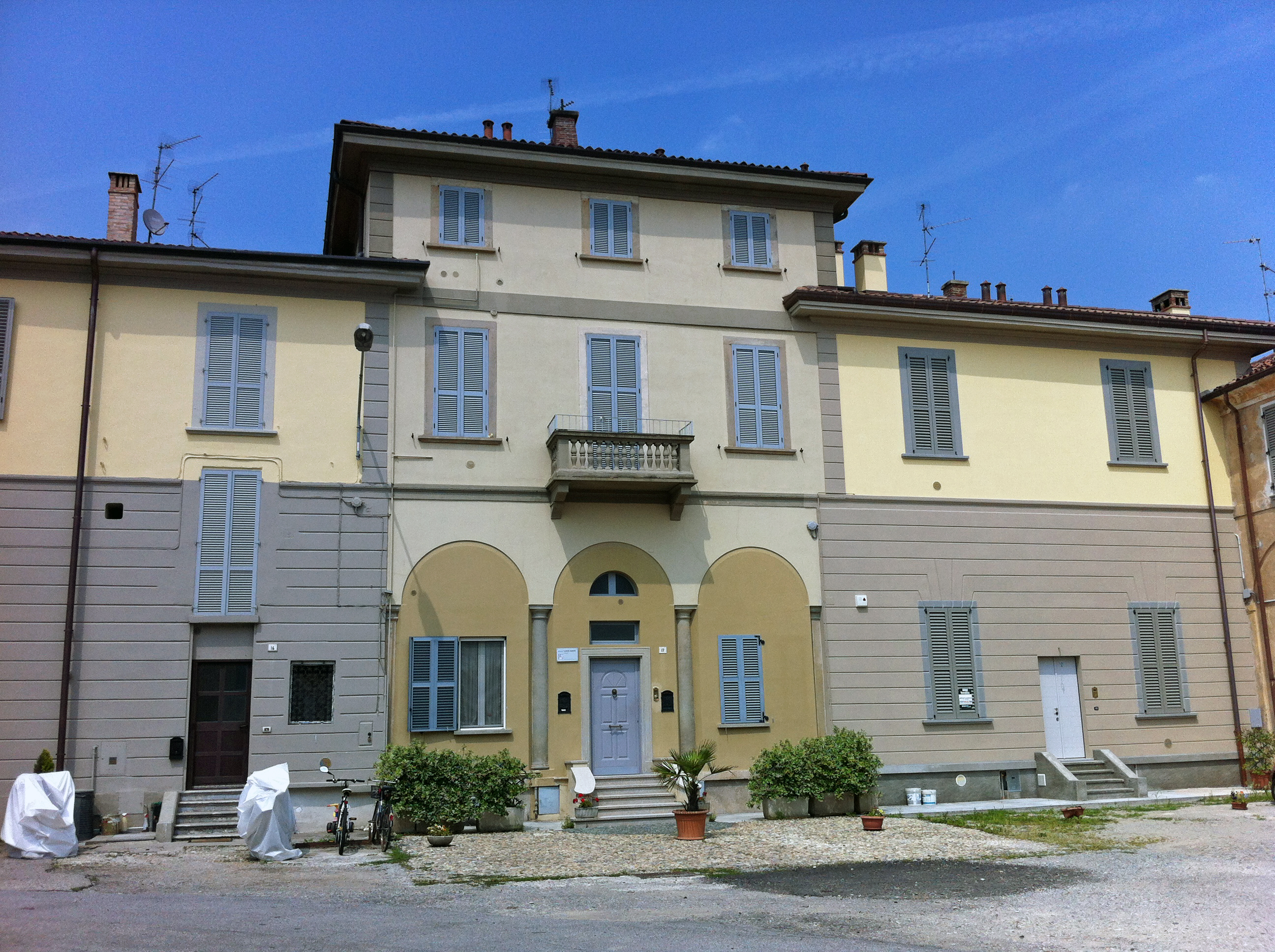
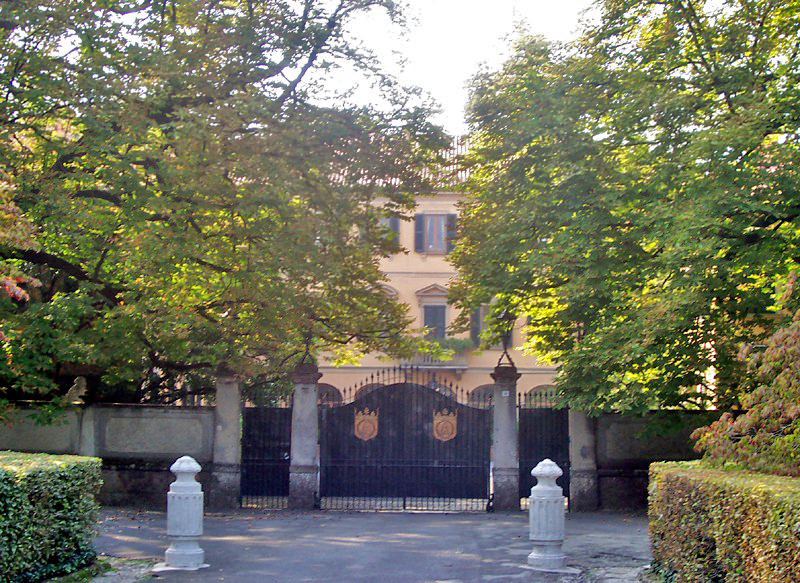
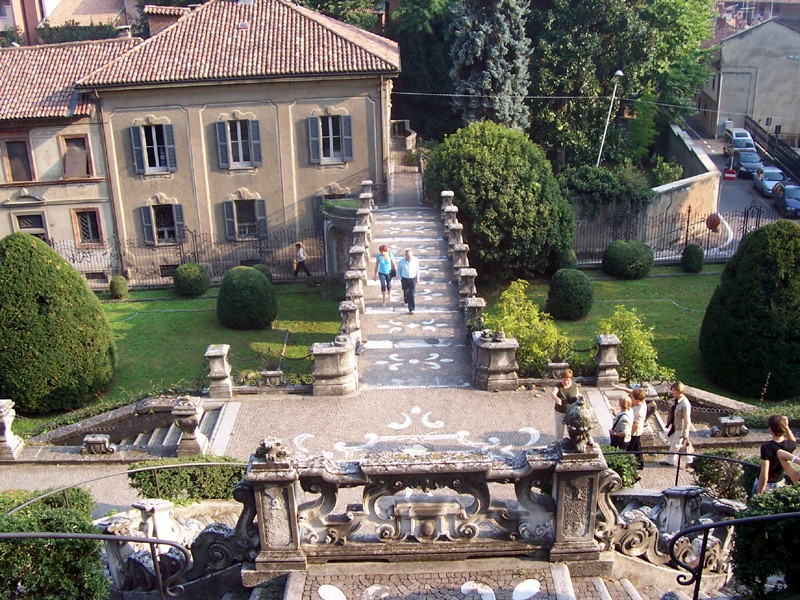
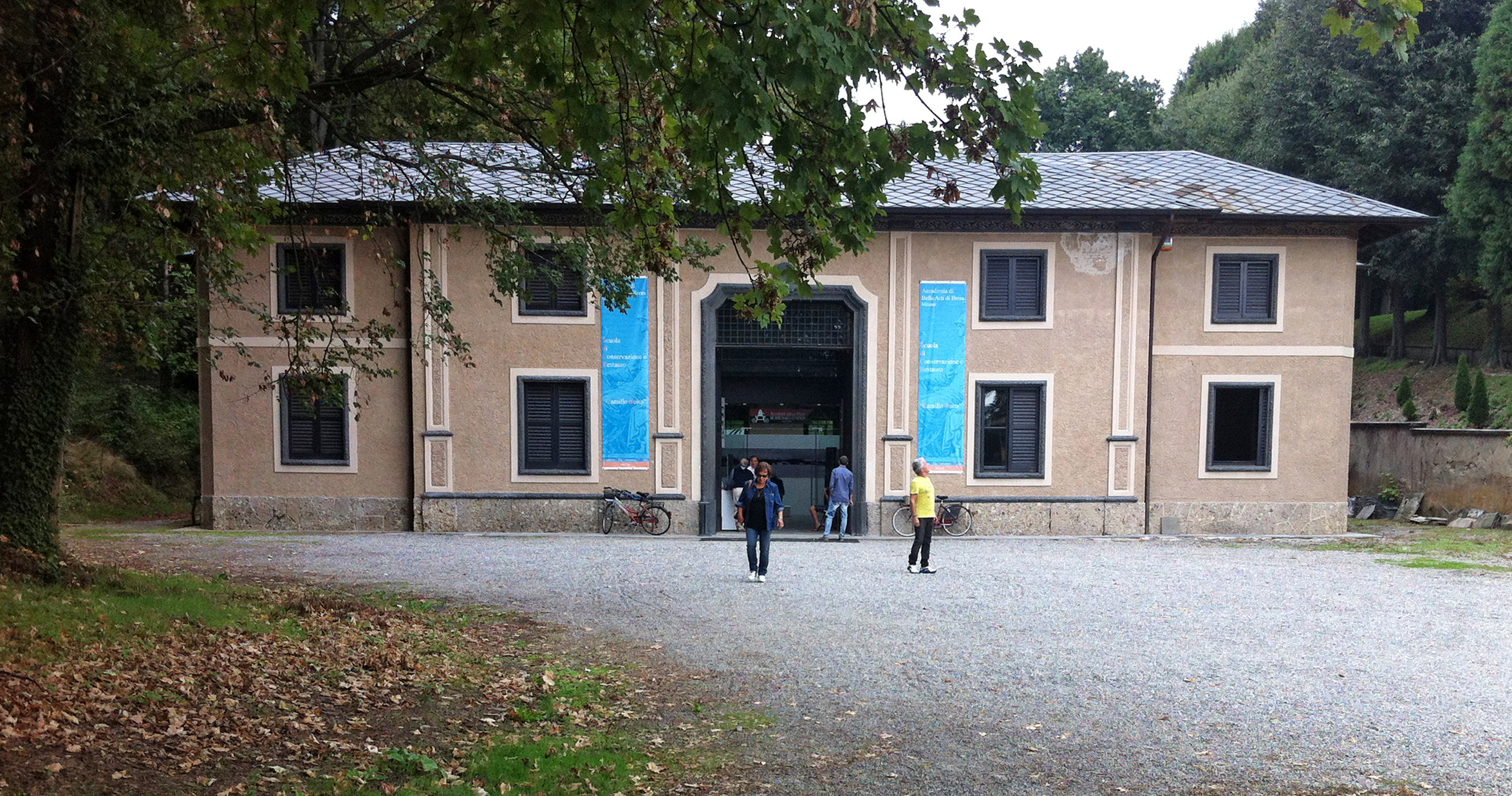